# Giovanni De Vivo
Giovanni De Vivo (ur. 24 marca 1940 w Sienie, zm. 20 września 2015 w Pescii) – włoski duchowny katolicki, biskup Pescii w latach 1993–2015.
Święcenia kapłańskie otrzymał 15 marca 1964.
18 grudnia 1993 papież Jan Paweł II mianował go ordynariuszem diecezji Pescia. Sakry biskupiej udzielił mu 23 stycznia 1994 arcybiskup Gaetano Bonicelli.